# Goma (ciutat)
Goma és una ciutat de la República Democràtica del Congo que té al voltant d'un milió d'habitants. Està situat a la zona est del país, a l'oest de la Gran Vall del Rift, a la frontera amb Ruanda. Proper a la ciutat hi ha el Parc Nacional Virunga. Pel que fa a transports l'Aeroport de Goma és un dels quatre aeroports internacionals del país i la ciutat està connectada a Kisangani per la carretera nacional No.2.
Goma va ser un dels llocs on van fugir els hutus de Ruanda durant el genocidi de 1994. La massiva afluència va provocar una important crisi humanitària per la falta d'aigua i menjar. Els refugiats també van patir còlera i altres malalties.

## Activitat volcànica
Un dels principals problemes de la ciutat des de mitjans del segle xx és la seva proximitat al volcà Nyiragongo, que està a només 18 km. Les més devastadores catàstrofes volcàniques es van donar el 1977 i el 2002.
En la darrera erupció, del 17 de gener del 2002, la lava va destruir el 13% de les infraestructures de la ciutat i va enterrar gran part del sector est.